# پیت بست
رندولف پیتر «پیت» بِست (به انگلیسی: Randolph Peter "Pete" Best؛ متولد رندولف پیتر اسکاتلند، ۲۴ نوامبر ۱۹۴۱) یک موسیقی دان اهل انگلستان است که بیشتر به عنوان نوازنده اصلی درام برای گروه بیتلز از ۱۹۶۰ تا ۱۹۶۲ شناخته شده است.
پیت بست در شهر مدرس (چنای امروزی در هند) متولد شد که در آن هنگام بخشی از امپراتوری بریتانیا در هند بود. سپس در سال ۱۹۴۵ مادر او، مونا بست (۱۹۲۴–۱۹۸۸) به لیورپول نقل مکان کرد و کسبه کافی کلاب را در لیورپول افتتاح کرد. گروه بیتلز که در آن زمان با نام کوارریمن شناخته می‌شد برخی از اولین کنسرت‌هایش را در این کلاب برگزار کرد.